# Nicolas Duvauchelle
Nicolas Duvauchelle (ur. 27 marca 1980 w Paryżu) – francuski aktor filmowy i model.

## Życiorys
Urodził się w Paryżu. Studiował historię. Grał w piłkę nożną w drużynie Paris Saint-Germain. Występował w paryskim zespole hardcore Cry Havoc.
Karierę filmową rozpoczął w wieku dziewiętnastu lat grając główną rolę w dramacie Złodziejaszek (Le Petit Voleur, 1999). Za rolę Paula w dramacie Chętne ciało (Eager Bodies/Les Corps impatients, 2003) otrzymał nominację do nagrody Cezara.
Reklamował perfumy Hugo Boss, odzież firmy Louis Vuitton, Miu-Miu i dżinsy Levi’s.
Ze związku z Ludivine Sagnier ma córkę Bonnie (ur. 25 marca 2005).

## Filmografia

### Filmy fabularne
- 1999: Złodziejaszek (Le Petit Voleur) jako Esse
- 1999: Piękna praca (Beau travail) jako legionista
- 2000: Włosy pod różą (Du poil sous les roses) jako Jojo, brat Roudoudou
- 2001: Głód miłości (Trouble Every Day) jako Erwan
- 2001: Linia 208 (Ligne 208) jako Pascal
- 2003: Chętne ciało (Eager Bodies/Les Corps impatients) jako Paul
- 2003: Snowboardzista (Snowboarder) jako Gaspard
- 2004: Teraz (Right Now/À tout de suite) jako Alain
- 2004: Lekko (Lightweight/Poids léger) jako Antoine
- 2005: Przygoda (Une aventure) jako Julien
- 2006: Hell jako Andrea
- 2006: Mój przyjaciel Meaulnes (Le grand Meaulnes) jako Augustin Meaulnes
- 2006: Kwiecień jako Pierre
- 2007: Decydujący skok (Le Deuxième souffle) jako
- 2007: Najście (À l’intérieur) jako policjant BAC 3
- 2008: Sekretna obrona (Secret défense) jako Pierre
- 2009: White Material jako Manuel Vial
- 2009: Dziewczyna w pociągu (La Fille du RER) jako Franck
- 2009: Szalone trawy (Les Herbes folles) jako Jean-Mi
- 2010: Happy Few jako Vincent
- 2010: Blondynka z Nagim Biustem (The Blonde with Bare Breasts) jako Julien Rivera

### Filmy TV
- 2008: Nic w kieszeni (Rien dans les poches) jako Étienne Faber

### Seriale TV
- 2000: Zły człowiek (Un homme en colère) jako Kevin
- 2009: Bezkarni (Braquo) jako Théo Vachewski

### Filmy krótkometrażowe
- 2002: Bracia Helias (Les frères Hélias) jako Raph

## Nagrody
- Cezar
  - nominacja w kategorii najbardziej obiecujący aktor: 2004 Eager Bodies